# 波培娅·萨宾娜
波培娅·萨宾娜（Poppaea Sabina 30年—65年），为了和她同名的母亲区分，有时也叫小波培娅·萨宾娜，63年后改名波培娅·奥古斯塔·萨宾娜，是罗马皇帝尼禄的第二位皇后，此前还曾嫁给奥托。古典时代的记录中，她被描述为一个以美色诱惑皇帝来获取地位的女子。
她只当了三年皇后，便在65年去世，死因众说纷纭，苏维托尼乌斯说她是在怀孕时被尼禄踹中腹部而死，但也有说是被尼禄毒死的。她死后，尼禄为她举办了国葬。